# Desregulación
La desregulación, desregularización, liberalización o desreglamentación es el proceso por el cual un gobierno reduce las regulaciones específicas a un sector económico.
En particular, la desregulación financiera es la reducción de las limitaciones tanto a las transacciones financieras como a los derivados financieros, y por tanto sus garantías de solvencia.
La crisis financiera de 2008 se extendió, entre otras razones —además de la crisis de las hipotecas subprime, la burbuja inmobiliaria, y la crisis del mercado interbancario—, por la desregulación financiera. Se considera fundamental la derogación en 1999 de la ley Glass-Steagall que había sido aprobada en 1933 para evitar nuevas crisis, como la de la Gran Depresión. La consecuencia más visible de la desregulación de las últimas décadas del siglo XX y la primera del siglo XXI, ha sido la Gran Recesión. Los defensores de la desregulación consideran que los beneficios de la desregulación —apertura de nuevos mercados, y globalización económica y financiera— compensarían los efectos negativos de la misma.

## Historia de la desregulación financiera -SigloXX
Las desregulaciones se han asociado al neoliberalismo, y comienzan a fines de los años 1970 en el Reino Unido (políticas económicas de Margaret Thatcher) y en los Estados Unidos (Ronald Reagan), para extenderse después a otros países desarrollados a partir de los años 1980. Las desregulaciones comenzaron en Francia desde 1983 con la de los mercados financieros.[cita requerida] Bajo la influencia de la Comisión Europea, se aceleraron desde el año 2000. En Argentina empezaron con el gobierno de Carlos Menem en la década de 1990 y se vio impulsada por los consejos del Fondo Monetario Internacional, volviéndose finalmente impopular en 2001, cuando Argentina conoció su crisis económica más profunda, desvelándose entonces que fue una de las causas principales de esta crisis.

### Derogación de Ley Glass-Steagall en 1999
En 1982, la administración Reagan eliminó la regulación que impedía a los bancos de depósitos realizar inversiones de riesgo con el dinero de sus clientes por lo que a finales de la década se produjo la quiebra de muchas de estas entidades. En la década de 1990 el sector financiero lo constituían pocas y grandes compañías, demasiado grandes para caer, ya que podrían dañar seriamente el sistema financiero. En el año 1998 se produjo la fusión de los grupos aseguradores Travelers y Citicorp resultando así la mayor compañía financiera del mundo. Esta fusión era contraria a la Ley Glass-Steagall (Glass-Steagall Act), pero, para sorpresa de muchos, la Reserva Federal les permitió una moratoria de un año, plazo suficiente para que ya se hubiera aprobado la Ley Gramm-Leach-Bliley (Gramm-Leach-Bliley Act) que derogaba la Ley Glass-Steagall y permitía las grandes fusiones, con los riesgos que suponían.
Durante la crisis económica de 2008-2012 se señaló la desregulación bancaria en Estados Unidos como factor desencadenante de dicha crisis, a través de la quiebra de muchas entidades financieras.

### Aprobación de Ley de Modernización de Futuros de 2000
En 2000, el Congreso de los Estados Unidos aprobaría la denominada Ley de Modernización de Futuros, una ley que expresamente prohibía la regulación de derivados financieros por lo que se permitía que se hiciera de todo con los derivados financieros. Antes del año 2000 los prestamistas estudiaban la solvencia de los que recibián un crédito, fundamentalmente en las hipotecas para la compra de vivienda, ya que eran préstamos a largo plazo, por lo que entrañaban riesgos especiales y se debía asegurar la devolución del préstamo. Pero los derivados financieros permitían camuflar los créditos hipotecarios inseguros, y dado que a los bancos no les preocupaba que les pagaran o no, se concedieron hipotecas de alto riesgo que no iban a poder pagarse. Así fue: cuando comenzaron a no pagarse se produjo lo inevitable, la crisis de las hipotecas subprime, que desencadenaría la crisis financiera de 2008 y la Gran Recesión.

## Posiciones frente a la desregulación
Dentro del liberalismo económico se presupone que menos regulaciones conllevan un aumento en el nivel de competitividad. Otros enfoques económicos como el keynesianismo, y en  mayor medida el postkeynesianismo, no aceptan que cualquier tipo de desregulación tenga efectos positivos. En particular, tras la Gran Depresión de 1929, se introdujeron varias regulaciones bancarias a través de la ley Glass-Steagall (1933), hasta que fue derogada en 1999, lo cual en opinión de diversos economistas eminentes facilitaría el comportamiento irresponsable del sector financiero que desembocó en la Crisis económica de 2008-2013. Igualmente, para Joseph E. Stiglitz, la desregulación tiene algo de bueno.[cita requerida] Su objetivo teórico es mantener la concurrencia en los mercados y garantizar que las firmas dominantes no se aprovechen de su posición cuando gozan de un monopolio natural. Apercibe sin embargo que, durante la década de 1990, «la desregulación se volvió un delirio». En América Latina, durante el pedido 1990-99, a consecuencia de las políticas de desregulaciòn, impulsadas por el Banco Mundial, se produjo un importante shock distributivo negativo, el cual tuvo como consecuencia el incremento de la desocupación en el conjunto de la región y el creciente aumento de la informalidad y la precariedad laboral. Durante la década el desempleo alcanzaría niveles récord en la región.
"Desregulación" y "liberalización" se emplean a veces como sinónimos, pero una liberalización real de un mercado normalmente no requiere eliminar toda o parte de la regulación que pesa sobre él, sino sustituirla por otra que favorezca la competencia y su buen funcionamiento. Un mercado liberalizado, si bien permite cualquier número de ofertas, puede ser regulado para proteger los derechos de los usuarios, especialmente para prevenir los oligopolios de facto o de jure, garantizar unos precios máximos o una calidad mínima. Si no se hace correctamente, la desregulación puede ocasionar un deterioro del servicio.
Una excesiva regulación puede poner en riesgo la innovación. El exceso de trámites también puede entorpecer la creación de empresas y, consecuentemente, de empleos. Algunos economistas consideran que la desregulación de los mercados financieros ha mejorado la capacidad de absorber alteraciones. La desregulación también puede estimular otros procesos que pueden devenir en desempleo, como la deslocalización, que implica la pérdida de puestos de trabajo en el país de origen.